# Referéndum sobre la permanencia de España en la OTAN
El referéndum sobre la permanencia de España en la OTAN fue un referéndum celebrado el miércoles 12 de marzo de 1986 en España, país que pertenecía a la OTAN desde el 30 de mayo de 1982. Fue convocado el 31 de enero de 1986 por el gobierno del PSOE presidido por Felipe González. Ganó el SÍ  con el 56,85% de los votos válidos a favor de permanecer en la OTAN con una participación del 59,4%.

## Historia

### Antecedentes y cambio de posición del gobierno del PSOE

Pintada con el lema OTAN NO en el Edificio Duque de Lerma de Valladolid realizado en 1986 por el Colectivo Ciudadano por la Paz y el Desarme.

Durante la Guerra Fría, especialmente tras los pactos de Madrid de 1953, que habían sacado a la dictadura de Franco del pleno aislamiento internacional, España estuvo integrada en el bloque occidental, aunque sin participar ni ser miembro de las organizaciones militares y económicas en que se fueron integrando parte de las naciones europeas y norteamericanas. Reinstaurada la democracia, los gobiernos de UCD propugnaron un progresivo acercamiento para integrarse en estas estructuras económicas y militares, incluida la OTAN. En este sentido, España se convirtió en el 16.º miembro de la OTAN el 30 de mayo de 1982, un hecho que contó con el rechazo de buena parte de la sociedad y partidos políticos. Al igual que toda la izquierda española, que defendía que España no perteneciese a ningún bloque militar, el PSOE se opuso fuertemente al ingreso del país en la alianza, con el célebre lema «OTAN, de entrada no», y se comprometió, si llegaba al gobierno, a apoyar la salida de la alianza y convocar un referéndum nacional para que la población tomara una decisión definitiva. El PSOE, liderado por Felipe González, consiguió la mayoría absoluta en las elecciones generales de octubre de 1982, apenas unos meses después del ingreso español en la OTAN.
Tras la entrada de España en la CEE en 1986, llegó el momento de convocar el prometido referéndum sobre la permanencia de España en la OTAN. Pero Felipe González y su gobierno anunciaron que iban a defender que España siguiera en la OTAN, aunque bajo tres condiciones atenuantes: la no incorporación a la estructura militar, la prohibición de instalar, almacenar o introducir armas nucleares y la reducción de las bases militares norteamericanas en España instaladas tras los Pactos de Madrid de 1953. Previamente González había tenido que convencer a su propio partido en el XXX Congreso celebrado en diciembre de 1985, y además el giro respecto de la OTAN provocó la dimisión del ministro de Asuntos Exteriores Fernando Morán en desacuerdo con él.
Según Santos Juliá, los principales factores que influyeron en el cambio de actitud del gobierno del PSOE fueron «las presiones de Estados Unidos y de varios países europeos; la relación entre la permanencia en la OTAN y la incorporación de España a la CEE y la actitud favorable a un estrechamiento de vínculos con la Alianza adoptada desde muy pronto por el Ministerio de Defensa». A esto se añadió la idea de que era imprudente salirse de la OTAN en un momento en que se agudizaban las tensiones de la Guerra Fría.
Históricamente la mayor parte de la población se mostraba contraria a la entrada de España en la alianza: en octubre de 1981, apenas unos meses antes de oficializarse la entrada en la OTAN, solo un 18,1% se mostraba expresamente a favor de la unión y un 52% se mostraba en contra, mientras que una gran mayoría (69%) se mostraba en todo caso a favor de que la adhesión se decidiese en referéndum. A un mes del referéndum, en febrero de 1986, una encuesta para El País concluyó que un 39% del electorado votaría por el "no" y un 21% ya había decidido votar "si".
Ante el «viraje» del PSOE, la bandera del rechazo a la OTAN fue recogida por el Partido Comunista de España —ahora dirigido por el asturiano Gerardo Iglesias que había sustituido a Santiago Carrillo— que formó una amplia coalición de organizaciones y de partidos de izquierda —incluidos socialistas que abandonaron el PSOE al estar en desacuerdo con el cambio de posición de su partido—, de la que surgiría Izquierda Unida, coalición que se presentó a las elecciones generales de junio de 1986. Por su parte, la proatlantista Alianza Popular optó paradójicamente por la abstención, dejando solo al gobierno, lo que constituyó, en palabras de David Ruiz, una «penosa estrategia… que desacreditará la carrera política de su fundador, Manuel Fraga, en tanto que aspirante al gobierno del Estado».

### Principales polémicas en torno al referéndum

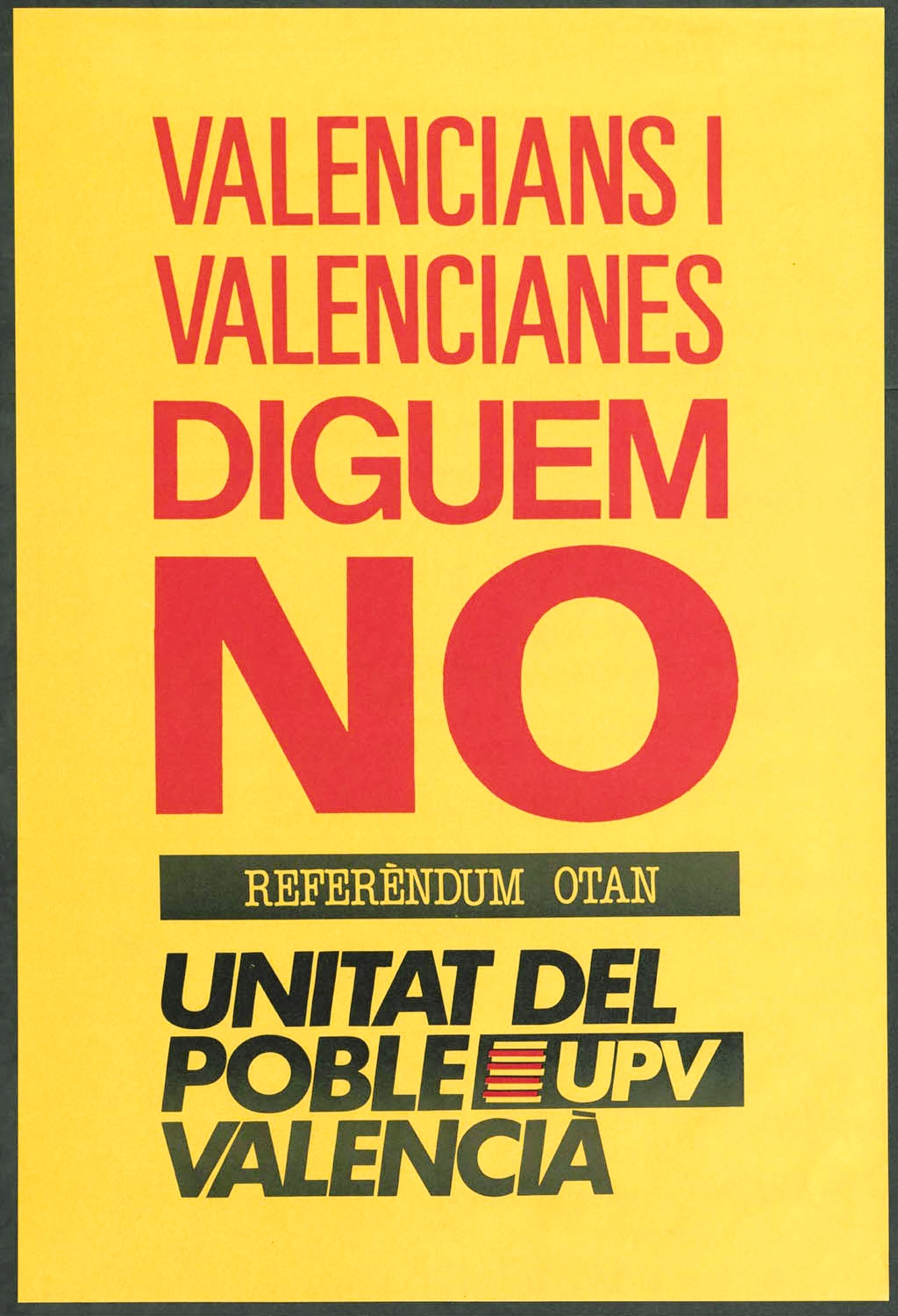
Cartel de Unitat del Poble Valencià a favor del NO

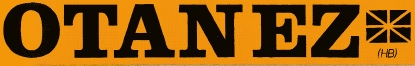
Cartel de propaganda de Herri Batasuna en contra de la OTAN: OTAN NO

Uno de los motivos por los que este referéndum resultó polémico fue el hecho de que el PSOE siempre se había manifestado en contra del ingreso en la OTAN antes de entrar en el Gobierno, usando el lema: «OTAN, de entrada no». En cambio, desde su entrada en el Gobierno y durante la campaña del referéndum propuso el «sí» a la permanencia. El cambio de postulado del partido fue especialmente duro para sus votantes, que se manifestaban en principio partidarios del "no"; en 1979, el 74% de los votantes del PSOE se mostraban en contra de la OTAN (y un 7% favorables). Dentro del partido, su organización juvenil, Juventudes Socialistas, se posicionó a favor del "no", al igual que el sindicato UGT, históricamente vinculado al partido.
Por otra parte, Coalición Popular, que siempre se había mostrado partidaria de la entrada en la OTAN, recomendó la abstención en el referéndum como forma de presionar al Gobierno.
Otro de los motivos fue la redacción de la pregunta, que una parte de la opinión pública, especialmente los contrarios a la permanencia de España en la alianza, consideró tendenciosa para encaminar hacia el «sí» en el referéndum. De hecho el Gobierno hizo campaña por el «sí». Los críticos resaltaron que la pregunta no hacía mención directa a la OTAN, si no al término «Alianza Atlántica», menos riguroso, seguido de una serie de prerrogativas no relacionadas con la permanencia en la OTAN y que el gobierno no podía asegurar que se cumpliesen (como la permanencia de militares estadounidenses en el país).

### La pregunta
En el referéndum se presentó a los españoles mayores de 18 años una papeleta con el siguiente texto y pregunta:

El Gobierno considera conveniente, para los intereses nacionales, que España permanezca en la Alianza Atlántica, y acuerda que dicha permanencia se establezca en los siguientes términos:

- 1.º La participación de España en la Alianza Atlántica no incluirá su incorporación a la estructura militar integrada.
- 2.º Se mantendrá la prohibición de instalar, almacenar o introducir armas nucleares en territorio español.
- 3.º Se procederá a la reducción progresiva de la presencia militar de los Estados Unidos en España.

¿Considera conveniente para España permanecer en la Alianza Atlántica en los términos acordados por el Gobierno de la Nación?

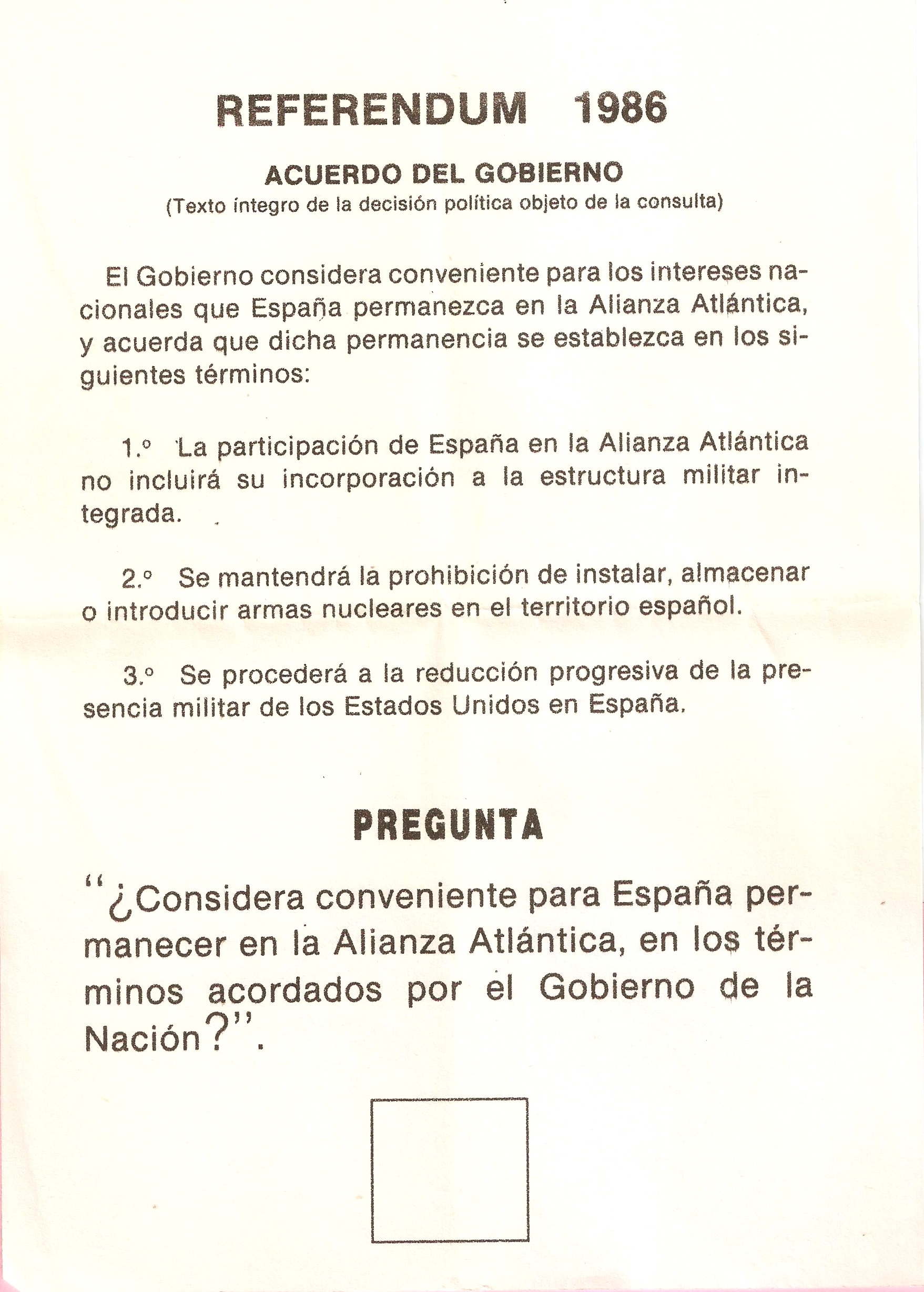
Voto en blanco
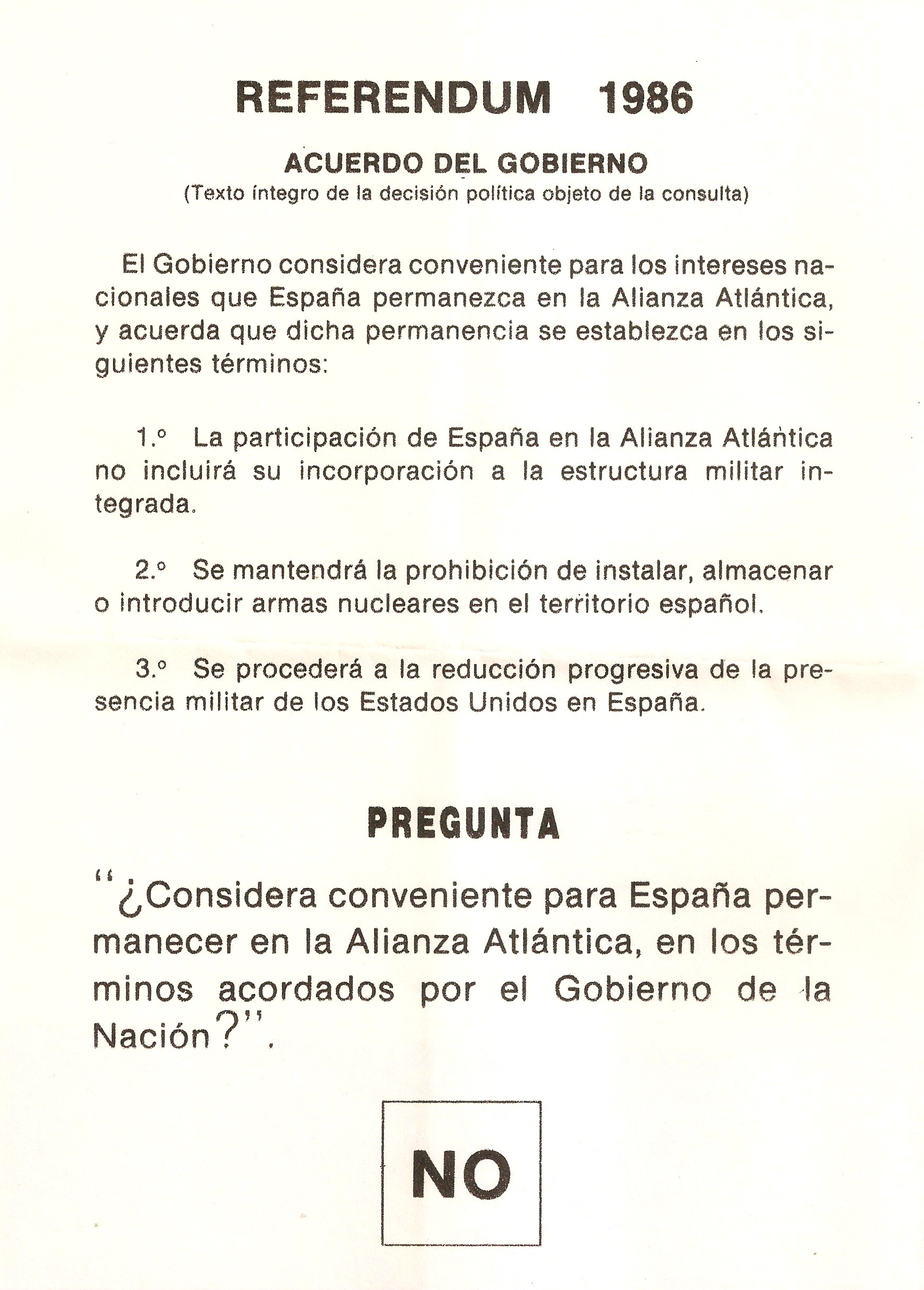
Voto en contra
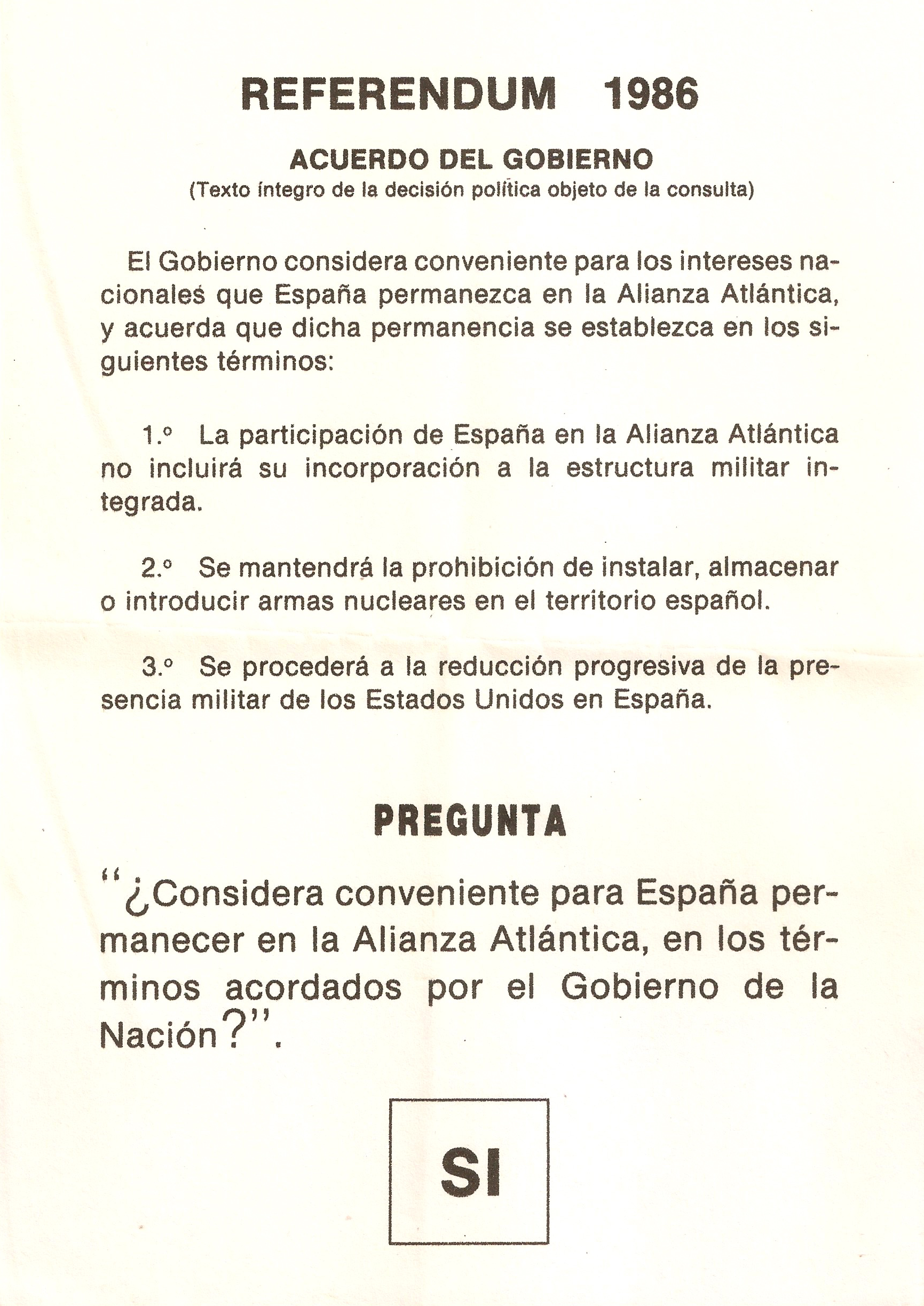
Voto a favor

### Posiciones políticas
| Postura de las organizaciones políticas ante el referéndum | |
| Postura                                                    | Partido / Organización                                                                                                   |
| A favor                                                    | PSOE, CDS, PNV, CiU, PRD, UGT                                                                                            |
| En contra                                                  | IU, PCE, PSUC, ERC, EE, HB, LCR, MC, PTE, UPV, ORT, PC, UCE, CCOO, PCE (m-l), FP, CNT, PH, PASOC, PCPE, IR, UEC, PG, UPG |
| Voto en blanco                                             | CP |

### El resultado

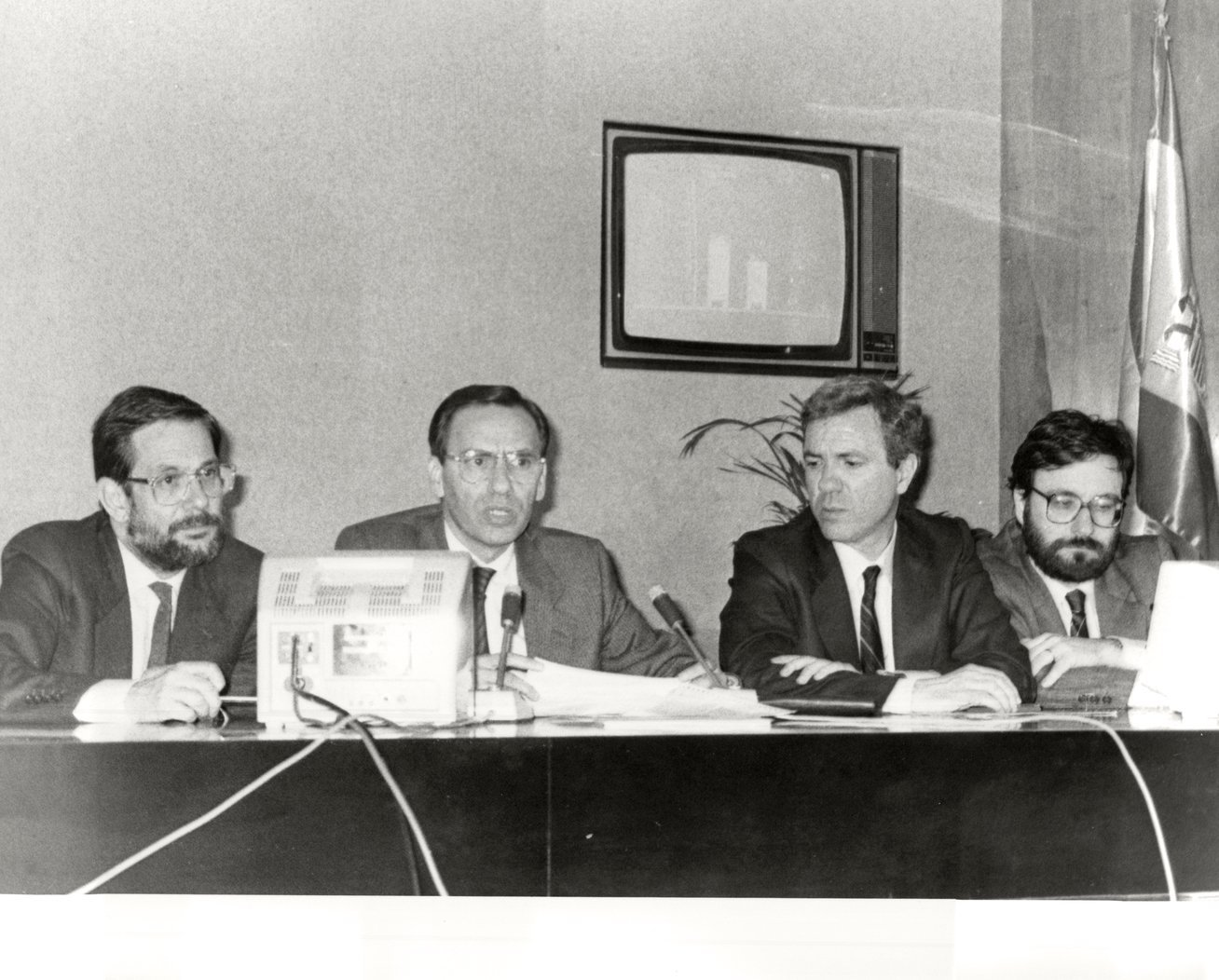
El vicepresidente del Gobierno Alfonso Guerra (segundo por la izquierda) comparece en rueda de prensa para dar los resultados del referéndum de la OTAN. Le acompañan los ministros Javier Solana, a su derecha, y José Barrionuevo y Narcís Serra, a su izquierda.

En contra de lo esperado, Felipe González —que anunció que dimitiría si ganaba el «NO», lo que parece que influyó en muchos votantes— consiguió finalmente remontar las encuestas y el «SÍ» acabó imponiéndose en el referéndum que se celebró el 12 de marzo de 1986, aunque por un estrecho margen. El «NO» triunfó en cuatro comunidades: Cataluña, País Vasco, Navarra y Canarias.. En Galicia a pesar de ganar el Sí, la participación no llegó al 40%, la más baja de España. En el País Vasco la campaña anti-OTAN favoreció el crecimiento de Herri Batasuna, el partido de la izquierda abertzale, que conseguiría cinco escaños en las elecciones de octubre de 1986.
| Opción                | Votos      | %     |
| --------------------- | ---------- | ----- |
| Sí                    | 9.054.509  | 56,85 |
| No                    | 6.872.421  | 43,15 |
| Votos positivos       | 15.926.930 | 92,35 |
| Votos en blanco       | 1.127.673  | 6,54  |
| Votos anulados        | 191.849    | 1,11  |
| Participación         | 17.246.452 | 59,42 |
| Electores registrados | 29.024.494 | 100   |
| Fuentes:              |            |       |

El presidente de la plataforma cívica que propugnaba el «no» al ingreso de España en la OTAN fue el escritor Antonio Gala.
El resultado del referéndum, «la prueba más dura de su prolongado mandato», reforzó el liderazgo de Felipe González, tanto en su partido como en el conjunto del país, como se pudo comprobar en las elecciones generales celebradas ese mismo año en las que el PSOE volvió a conseguir la mayoría absoluta, aunque con 18 diputados menos que en 1982. No fue ajeno a ello que se había superado la crisis económica y se había entrado en una fase de fuerte expansión que se prolongará hasta 1992.

### Resultados por CCAA
Los resultados según cada una de las comunidades autónomas y sus respectivas circunscripciones electorales se muestran en la siguiente tabla:
| Comunidad | Comunidad          | Habitantes inscritos | Participación | Sí        | Sí        | No        | No      |           |       |         |       |
| Comunidad | Comunidad          | Habitantes inscritos | Participación | Votos     | %         | Votos     | %       |           |       |         |       |
| --------- | ------------------ | -------------------- | ------------- | --------- | --------- | --------- | ------- | --------- | ----- | ------- | ----- |
| Comunidad | Comunidad          | Habitantes inscritos | Participación |           | Andalucía | 4.810.221 | 61,55 % | 1.868.623 | 67,38 | 904.635 | 32,62 |
|           | Aragón             | 952.361              | 60,17 %       | 318.640   | 61,72     | 197.608   | 38,28   |           |       |         |       |
|           | Asturias           | 907.599              | 56,36 %       | 273.074   | 57,28     | 203.622   | 42,72   |           |       |         |       |
|           | Baleares           | 524.710              | 52,03 %       | 151.881   | 61,11     | 96.663    | 38,89   |           |       |         |       |
|           | La Rioja           | 202.523              | 59,97 %       | 69.405    | 63,92     | 39.174    | 36,08   |           |       |         |       |
|           | País Vasco         | 1.644.108            | 65,41 %       | 336.518   | 32,45     | 700.539   | 67,55   |           |       |         |       |
|           | Extremadura        | 823.281              | 61,96 %       | 305.219   | 65,79     | 158.723   | 34,21   |           |       |         |       |
|           | Galicia            | 2.220.686            | 38,51 %       | 465.103   | 59,10     | 321.809   | 40,90   |           |       |         |       |
|           | Castilla y León    | 2.071.409            | 56,44 %       | 627.633   | 61,54     | 392.251   | 38,46   |           |       |         |       |
|           | Castilla-La Mancha | 1.283.563            | 58,30 %       | 451.729   | 68,42     | 208.484   | 31,58   |           |       |         |       |
|           | Islas Canarias     | 1.003.385            | 55,39 %       | 242.015   | 46,31     | 280.639   | 53,69   |           |       |         |       |
|           | Cantabria          | 402.339              | 59,64 %       | 140.251   | 63,96     | 79.031    | 36,04   |           |       |         |       |
|           | Cataluña           | 4.614.731            | 62,80 %       | 1.263.416 | 46,28     | 1.466.639 | 53,72   |           |       |         |       |
|           | Madrid             | 3.591.044            | 60,91 %       | 1.135.636 | 56.77     | 864.700   | 43,23   |           |       |         |       |
|           | Murcia             | 723.287              | 61,39 %       | 254.572   | 62,08     | 155.469   | 37,92   |           |       |         |       |
|           | Navarra            | 396.841              | 62.64 %       | 99.815    | 43,28     | 130.828   | 56,72   |           |       |         |       |
|           | Valencia           | 2.776.354            | 66,33 %       | 1.027.648 | 60,73     | 664.465   | 39,27   |           |       |         |       |
|           |                    |                      |               |           |           |           |         |           |       |         |       |
|           | Total              | 29.024.494           | 59,42 %       | 9.054.509 | 56,85     | 6.872.421 | 43,15   |           |       |         |       |

## Evolución posterior de la relación de España con la OTAN
Debe partirse del hecho de que el referéndum celebrado lo fue al amparo del art. 92 de la Constitución Española, tratándose de un acto meramente consultivo y como tal no jurídicamente vinculante. Sin embargo, a pesar de no ser jurídicamente vinculante, el Gobierno aseguró en palabras de su vicepresidente, Alfonso Guerra, que lo consideraba «políticamente vinculante» y actuaría de acuerdo con el resultado. En 1997, durante el mandato de José María Aznar, España se incorporó a la estructura militar integrada de la OTAN (incumpliéndose el primer condicionante del acuerdo). El segundo precepto fue enmendado, introduciéndose una cláusula por la que Estados Unidos puede instalar, almacenar o introducir armas nucleares en territorio español, previa autorización del Gobierno de España.
En los Pactos de Madrid de 1953 (antecedente directo en España de la OTAN), se cedió al ejército estadounidense el uso conjunto de cuatro bases militares. Tras el resultado del referéndum, hubo una reducción progresiva de la presencia militar de Estados Unidos en España; a día de hoy, solamente existe dicha presencia en las bases de uso compartido de la Base Naval de Rota y la Base Aérea de Morón (los estadounidenses abandonaron la Base Aérea de Torrejón de Ardoz y la Base Aérea de Zaragoza), habiendo mantenido constante (con momentos de incremento) esa presencia militar estadounidense.

### La cuestión de Ceuta y Melilla en la OTAN
Se ha debatido sobre el hecho de que, en lo referente a Ceuta y Melilla, la OTAN supuestamente no estaría obligada a defender la soberanía española a través del artículo 5 de un posible ataque militar exterior (presuntamente marroquí) en una lectura estricta de los límites territoriales del artículo 6 del Tratado, por cuestiones de límites geográficos (por ejemplo, el territorio estadounidense de Hawái tampoco estaría cubierto). Esto no obsta para que la entrada de España en la OTAN no haya tenido indudables efectos disuasorios, según Solsten y Meditz. No obstante, las ciudades estarían cubiertas indirectamente por el segundo párrafo del artículo 6: "se considerará ataque armado contra una o varias de las Partes, el que se produzca [...] contra las fuerzas, buques o aeronaves de cualquiera de las Partes [...] que se encuentren en el Mar Mediterráneo [...]" (es decir, por ejemplo, que siguiendo literalmente este artículo un ataque a un buque de la Armada española fondeado en el puerto de Ceuta o el de Melilla daría lugar a pedir la aplicación del artículo 5) y además España podría pedir ayuda en base al artículo 4: "Las Partes se consultarán cuando, a juicio de cualquiera de ellas, la integridad territorial, la independencia política o la seguridad de cualquiera de las Partes fuese amenazada". Con el nuevo Concepto Estratégico (CE) de la OTAN aprobado en Lisboa en 2010, se señala que "La OTAN disuadirá y se defenderá contra cualquier amenaza de agresión, y contra los riesgos emergentes allá donde pongan en cuestión a la seguridad fundamental ya sea de los aliados individualmente o de la Alianza como un todo" y no tiene en cuenta los límites geográficos (el Concepto Estratégico de 1999 sí recogía los límites geográficos señalados en el artículo 6 del Tratado). De hecho, el entonces secretario general de la OTAN Anders Fogh Rasmussen dijo: "Pero hoy, la defensa de nuestro territorio y de nuestros ciudadanos no empieza ni termina en la frontera. Puede comenzar en Kandahar. Puede comenzar en el ciberespacio. Y la OTAN necesita ser capaz de defenderse por todo el espectro."
Durante la guerra de las Malvinas de 1982, el Reino Unido no solicitó oficialmente el apoyo de la OTAN porque la guerra fue en el hemisferio sur; no obstante, recibió ayuda de sus aliados de la OTAN. La OTAN apoyó a España durante el incidente de la isla Perejil. La protección de Ceuta y Melilla además se ha reforzado por el artículo 42.7 del TUE de la Unión Europea que señala: "Si un Estado miembro es objeto de una agresión armada en su territorio, los demás Estados miembros le deberán ayuda y asistencia con todos los medios a su alcance, de conformidad con el artículo 51 de la Carta de las Naciones Unidas. Ello se entiende sin perjuicio del carácter específico de la política de seguridad y defensa de determinados Estados miembros."
Con el nuevo concepto estratégico surgido tras la Cumbre de Madrid de 2022 se señala que "si bien la OTAN es una Alianza defensiva, nadie debería dudar de nuestra fuerza y determinación para defender cada pulgada del territorio aliado, preservar la soberanía y la integridad territorial de todos los aliados y prevalecer contra cualquier agresor". Correspondientemente, el secretario general Jens Stoltenberg aseguró que "sobre Ceuta y Melilla, la OTAN está aquí para proteger a los aliados ante cualquier amenaza. Al fin y al cabo, siempre habrá una decisión política para invocar el artículo 5, pero la OTAN está aquí para defender y proteger a todos nuestros aliados" y líderes como el presidente estadounidense Joe Biden o el primer ministro británico Boris Johnson hicieron declaraciones más o menos explícitas en el mismo sentido.